# 卡斯塔涅拉斯
11°25′03″S 61°56′19″W / 11.41750°S 61.93861°W
卡斯塔涅拉斯（葡萄牙語：Castanheiras），是巴西的城鎮，位於該國西北部，由朗多尼亞州負責管轄，始建於1992年2月13日，面積893平方公里，海拔高度190米，2010
年人口3,581，人口密度每平方公里4.01人。